# R. J. Umberger
Richard Allen „R. J.“ Umberger junior (* 3. Mai 1982 in Pittsburgh, Pennsylvania) ist ein ehemaliger US-amerikanischer Eishockeyspieler, der im Verlauf seiner aktiven Karriere zwischen 1998 und 2016 unter anderem 809 Spiele für die Philadelphia Flyers und Columbus Blue Jackets in der National Hockey League auf der Position des Centers bestritten hat. Seinen größten Karriereerfolg feierte Umberger jedoch in Diensten der Philadelphia Phantoms mit dem Gewinn des Calder Cups der American Hockey League im Jahr 2005.

## Karriere
Umberger startete seine Eishockeykarriere an der Plum High School im US-Bundesstaat Pennsylvania. Nachdem er in seiner letzten Spielzeit im Jahr 1997/98 in nur 26 Partien 116 Punkte erzielt hatte, wechselte er im Sommer 1998 ins Nachwuchsförderungsprogramm des US-amerikanischen Eishockeyverbandes USA Hockey. In den Spielzeiten 1998/99 und 1999/2000 spielte er für die verschiedenen Nachwuchsteams. Zunächst in der North American Hockey League, später dann in der United States Hockey League. Im Alter von 18 Jahren verließ Umberger das Nachwuchsprogramm und ging an die Ohio State University, für deren Universitätsmannschaft er am Spielbetrieb der Central Collegiate Hockey Association, einer Liga im Spielbetrieb der National Collegiate Athletic Association, auflief. Insgesamt blieb er der Universität drei Jahre lang treu, in denen er das Jahr stets als Topscorer des Teams abschloss. Gleich in seiner Rookiespielzeit wurde er ins All-Rookie-Team der CCHA gewählt und als Rookie des Jahres ausgezeichnet. Im sich an das Spieljahr anschließenden NHL Entry Draft 2001 wurde er aufgrund seiner Leistungen bereits in der ersten Runde an 16. Position von den Vancouver Canucks ausgewählt. Nachdem er im Folgejahr ähnliche Offensivstatistiken in der CCHA abgeliefert hatte, steigerte er in seinem letzten Jahr in der Collegeliga seine Leistungen noch einmal deutlich. Dies resultierte in der Wahl ins CCHA First All-Star Team, NCAA West Second All-American Team und einer Nominierung für den Hobey Baker Memorial Award, den allerdings Peter Sejna vom Colorado College in diesem Jahr gewann.

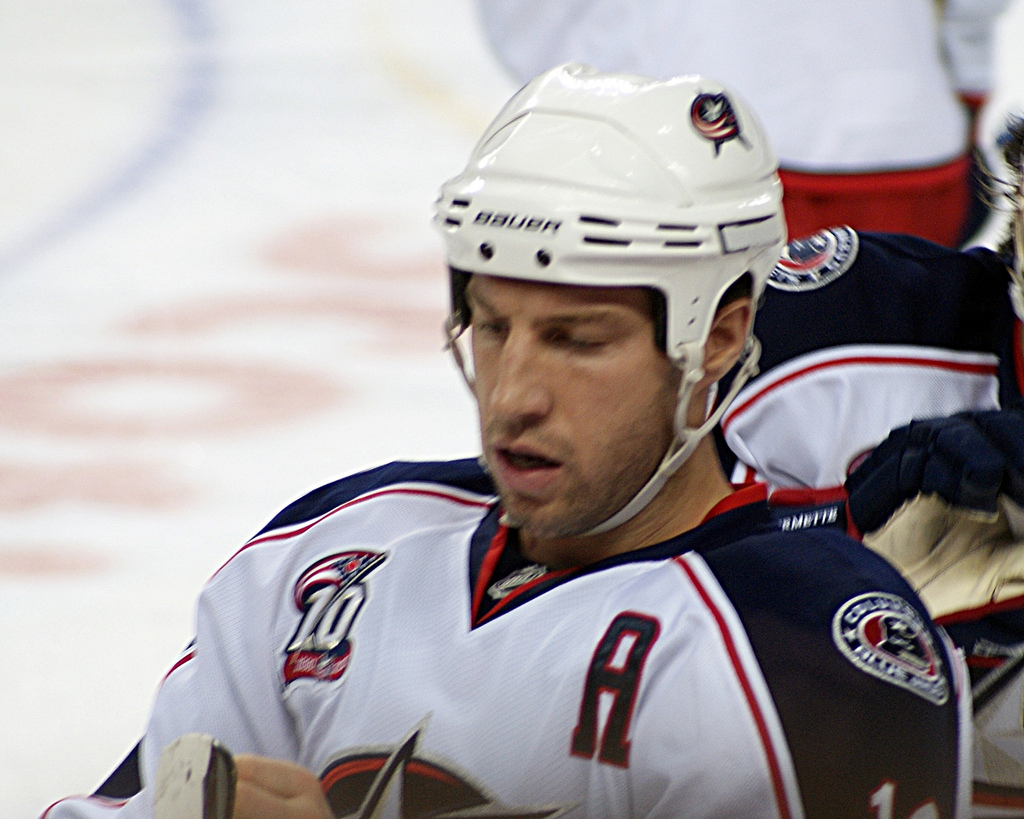
R. J. Umberger im Trikot der Columbus Blue Jackets (2010)

Aufgrund eines Vertragsdisputs mit den Vancouver Canucks setzte Umberger die gesamte Saison 2003/04 aus. Gegen Ende der Spielzeit ließ er sich deshalb von den Canucks, gemeinsam mit Martin Grenier, zu den New York Rangers transferieren, die im Gegenzug Martin Ručínský abgaben. Die Rangers schafften es aber auch nicht den Stürmer zur Vertragsunterschrift zu bringen, woraufhin dieser als Free Agent galt und mit allen interessierten Teams in Kontakt treten konnte. Schließlich unterzeichnete er am 16. Juni 2004 einen Vertrag bei den Philadelphia Flyers. Da die NHL-Saison 2004/05 einem Lockout zum Opfer fiel, verbrachte der US-Amerikaner die gesamte Spielzeit im Farmteam der Flyers in der American Hockey League. Mit den Philadelphia Phantoms gewann er gleich in seiner ersten Profisaison den Calder Cup, die Meisterschaft der AHL. Im Saisonverlauf empfahl sich Umberger mit 65 Scorerpunkten in 80 Spielen der regulären Saison sowie zehn Punkten in 21 Playoff-Partien nachhaltig für ein Engagement in der NHL bei den Flyers. Dort gab er schließlich in der Saison 2005/06 sein Debüt und absolvierte 73 von 82 möglichen Spielen. Zudem kam er in acht AHL-Partien für die Phantoms zum Einsatz.
Seine 38 Punkte für die Flyers, darunter 20 Tore, bescherten ihm einen Platz unter den zehn Punktbesten in der internen Scorerliste Philadelphias. Die folgenden Playoffs verliefen jedoch nicht so erfolgreich. Während der Erstrunden-Serie gegen die Buffalo Sabres, die Philadelphia in sechs Spielen verlor, wurde Umberger bei einem Angriffsversuch mit einem harten, aber fairen Bodycheck auf der offenen Eisfläche von Buffalos Verteidiger Brian Campbell zu Boden gebracht. Mit einer leichten Gehirnerschütterung verpasste der Stürmer eine Partie und konnte insgesamt nur ein Tor für Philadelphia beisteuern. Die folgende Spielzeit verlief für Umberger ähnlich wie die Playoffs der Vorsaison, was aber auch an der Gesamtleistung des Teams lag, das mit nur 56 Punkten das mit Abstand schlechteste des gesamten Spieljahres war. In der Saison 2007/08 entspannte sich die Situation wieder deutlich, was sich auch in den Statistiken des Centers widerspiegelte. Er stellte mit 50 Punkten und 37 Assists zwei neue persönliche Rekorde auf und war in den Playoffs Philadelphias gefährlichster Angreifer mit zehn Toren in 17 Spielen. In der Zweitrunden-Serie gegen die Montréal Canadiens war er mit acht Toren in fünf Partien fast im Alleingang für das Erreichen der nächsten Runde verantwortlich.
Am 20. Juni 2008 trennten sich die Wege von Umberger und den Philadelphia Flyers, da ihn diese gemeinsam mit einem Draft-Pick der vierten Runde im NHL Entry Draft 2008 im Austausch für zwei Wahlrechte in der ersten und dritten Runde des gleichen Jahres an die Columbus Blue Jackets abgaben. Dies war nötig geworden, da die Flyers versuchten ihren Stürmer Jeff Carter mit einem guten Vertragsangebot zu halten. Umberger war aufgrund von daraus resultierenden Problemen mit der Gehaltsobergrenze und seines auslaufenden Vertrages nicht mehr finanzierbar geworden. In Columbus traf der vielseitige Angreifer auf seinen Ex-Trainer Ken Hitchcock, unter dem er 2005 sein NHL-Debüt gegeben hatte.
Im Juni 2014 kehrte Umberger zu den Philadelphia Flyers zurück, indem die Blue Jackets ihn und ein Viertrundenwahlrecht für den NHL Entry Draft 2015 gegen Scott Hartnell tauschten. Nach zwei unproduktiven Spielzeiten zahlten die Flyers im Juni 2016 seine restliche Vertragslaufzeit aus (buy-out), sodass er fortan als Free Agent galt. Erst im Juli 2017 erhielt er von den Dallas Stars einen Probevertrag, dieser mündete allerdings nicht in einem festen Engagement.

### International
Auf internationaler Ebene repräsentierte Umberger sein Heimatland insgesamt fünf Mal, davon vier Mal im Juniorenbereich. Dort stehen neben zwei Teilnahmen im U18-Bereich in den Jahren 2000 und 2001 auch zwei Teilnahmen im U20-Bereich in den Jahren 2001 und 2002 zu Buche. Zwar konnte er in insgesamt 26 Partien elf Scorerpunkte sammeln, jedoch gewann er mit der Mannschaft keine Medaille. Seine erste Senioren-Weltmeisterschaft absolvierte er im Jahr 2006 bei der Welttitelkämpfen in Lettland. Allerdings bestritt er nur eine einzige Partie.

## Erfolge und Auszeichnungen
- 2001 CCHA All-Rookie Team
- 2001 CCHA Rookie of the Year
- 2003 CCHA First All-Star Team
- 2003 NCAA West Second All-American Team
- 2005 Calder-Cup-Gewinn mit den Philadelphia Phantoms

## Karrierestatistik

### International
Vertrat die USA bei:
| - U18-Junioren-Weltmeisterschaft 2000 - U20-Junioren-Weltmeisterschaft 2001 - U18-Junioren-Weltmeisterschaft 2001 | - U20-Junioren-Weltmeisterschaft 2002 - Weltmeisterschaft 2006 |

(Legende zur Spielerstatistik: Sp oder GP = absolvierte Spiele; T oder G = erzielte Tore; V oder A = erzielte Assists; Pkt oder Pts = erzielte Scorerpunkte; SM oder PIM = erhaltene Strafminuten; +/− = Plus/Minus-Bilanz; PP = erzielte Überzahltore; SH = erzielte Unterzahltore; GW = erzielte Siegtore; 1 Play-downs/Relegation; Kursiv: Statistik nicht vollständig)